# Nicefördraget
Nicefördraget är ett fördrag inom Europeiska unionen som undertecknades den 26 februari 2001 i Nice, Frankrike. Det trädde i kraft den 1 februari 2003 efter att ha ratificerats av alla medlemsstater i enlighet med deras respektive konstitutionella bestämmelser.
Fördragets syfte var att reformera Europeiska unionen inför utvidgningen med tio nya medlemsstater, som ägde rum den 1 maj 2004. Fördraget innebar bland annat att Europeiska kommissionen skulle minskas ner så fort unionen fick 27 eller fler medlemsstater. Enligt fördraget skulle kommissionen då inte längre bestå av en ledamot från varje medlemsstat; denna bestämmelse har dock fortfarande inte genomförts. Ett par politikområden, däribland tjänstehandel, överfördes genom fördraget från mellanstatlig till överstatlig nivå.
För att fördraget skulle träda i kraft var det tvunget att ratificeras av alla medlemsstater i enlighet med deras egna konstitutionella bestämmelser. Irland var det enda landet som höll en folkomröstning om ratificeringen. Utslaget i den första folkomröstningen var ett nej, men valdeltagandet var lågt och en ny folkomröstning hölls ett år senare efter att landet hade erhållit vissa politiska garantier. I den andra folkomröstningen röstade folket ja till fördraget. Därmed kunde fördraget godkännas och implementeras.
Nicefördraget anklagades av kritiker, däribland Europaparlamentet, för att inte genomföra tillräckliga reformer av unionen. Efter undertecknandet av Nicefördraget påbörjades arbetet av Europeiska konventet med att ta fram en konstitution för Europa.

## Historia

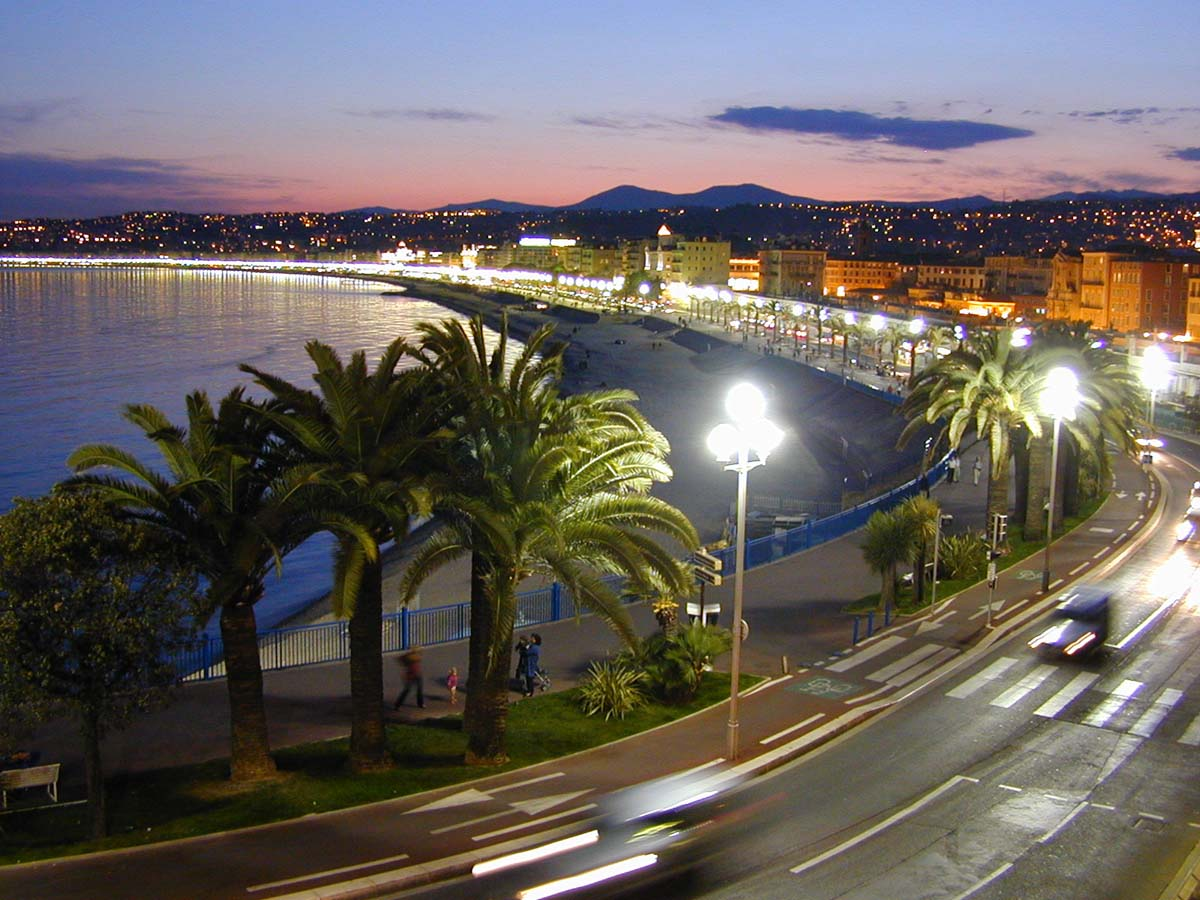
Fördraget signerades i Nice den 26 februari 2001.

Med Amsterdamfördraget, som trädde i kraft den 1 maj 1999, infördes inte tillräckliga reformer för att EU skulle kunna utvidgas till att omfatta alla de östeuropeiska stater som hade ansökt om medlemskap. Ett utkast till nytt fördrag utarbetades i början av december 2000. Samtidigt proklamerades den första versionen av rättighetsstadgan. Den 26 februari 2001 signerades Nicefördraget av medlemsstaternas stats- och regeringschefer.
Trots att fördragets primära syfte var att reformera unionen så att unionen skulle kunna uppta fler medlemsstater, kvarstod flera hinder för ytterligare utvidgning efter Nicefördragets ikraftträdande. Politiskt heta frågor som kommissionens storlek, unionens maktbefogenheter, pelarstrukturen och lagstiftningsförfaranden lämnades helt eller delvis orörda, eftersom konflikter uppstod mellan bland annat Frankrike, Storbritannien och Tyskland.
På grund av detta upprättades en ny reformprocess strax efter att arbetet med Nicefördraget var avklarat. Europeiska konventet fick i uppdrag att framarbeta ett helt nytt fördrag, som till skillnad från Nicefördraget skulle ersätta nästan alla tidigare fördrag. Nicefördraget trädde i kraft den 1 februari 2003, delvis försenat på grund av att ratificeringsprocessen i Irland drog ut på tiden.

### Signaturer
|          |         |                |           |          |           |         |           |               |
| Belgien  | Danmark | Finland        | Frankrike | Grekland | Irland    | Italien | Luxemburg | Nederländerna |
|          |         |                |           |          |           |         |           |               |
| Portugal | Spanien | Storbritannien | Sverige   | Tyskland | Österrike |         |           |               |

## Syfte och innehåll
Nicefördraget innehöll främst bestämmelser som syfte till att anpassa unionens institutioner och beslutsförfaranden till den kommande utvidgningen.
Tyskland hade krävt att dess stora befolkningsstorlek skulle återspeglas i en högre röstviktning i rådet, vilket dock Frankrike motsatte sig, eftersom man ansåg att det var av symboliskt värde att Frankrike och Tyskland hade ungefär lika stort inflytande inom unionen.
Ett förslag som framfördes var att göra beslutsfattandet enklare genom att införa krav på dubbel majoritet av både medlemsstater och befolkningsstorlek. Även detta avvisades av Frankrike. Kompromissen som slutligen nåddes innebar att en ”dubbel majoritet”, men endast för de fall då en medlemsstat skulle kräva det vid en omröstning.

### Institutionerna

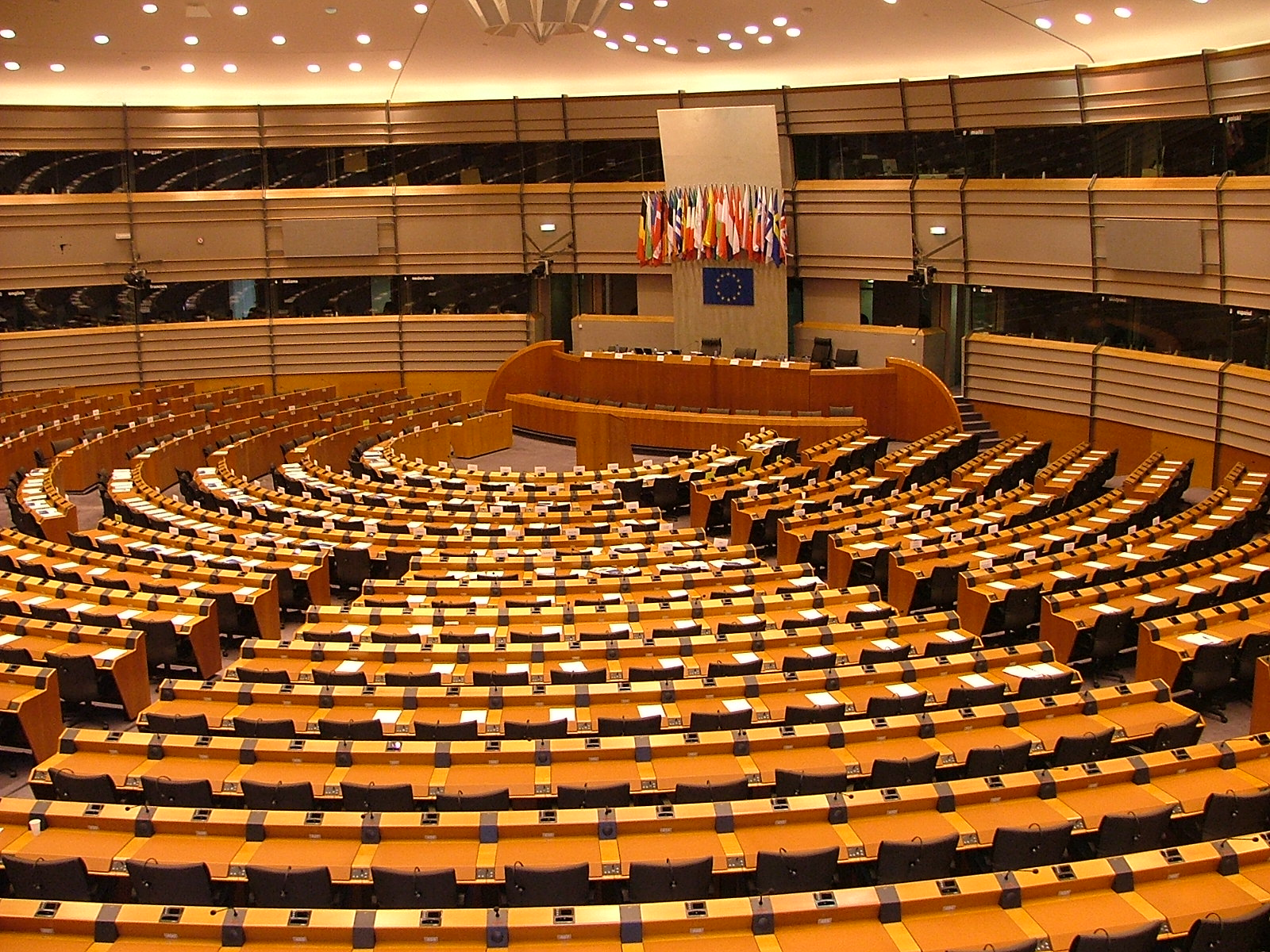
Europaparlamentets antal mandat utökades från 626 till 732.

Genom Amsterdamfördraget var antalet mandat i Europaparlamentet besämt till 626. För att utvidgningen av unionen skulle kunna äga rum, krävdes att mandatfördelningen ändrades. I Nicefördraget utökades antalet mandat från 626 till 732.
En betydligt mer kontroversiell fråga var Europeiska kommissionens storlek. Innan Nicefördraget bestod kommissionen av en ledamot från varje medlemsstat samt ytterligare en ledamot från varje av de fem största medlemsstaterna. Genom Nicefördraget ändrades detta, så att från och med utvidgningen skulle endast en kommissionär från varje medlemsstat utses. Om antalet medlemsstater skulle öka ytterligare föreskrev fördraget att kommissionens antal skulle reduceras, så att principen om en kommissionär från varje medlemsstat skulle frångås. Under en övergångsperiod behöll Frankrike, Italien, Spanien, Storbritannien och Tyskland sina dubbla kommissionärer. Fördraget innebar också att nya domstolar på lägre nivå än Europeiska gemenskapernas domstol och förstainstansrätten bildades för att ta itu med bland annat patentfrågor.

### Närmare samarbeten
Genom Amsterdamfördraget hade en ny typ av samarbete för att lösa svårigheter i rådets beslutsfattning införts. De närmare samarbeten möjliggjorde för en grupp av medlemsstaterna att som en sista utväg genomföra fördjupade samarbeten utan att alla medlemsstater behövde delta.
På så sätt var tanken att samarbeten som inte alla medlemsstater kunde enas om ändå skulle kunna realiseras i en del av unionen. Amsterdamfördragets bestämmelser ansågs av medlemsstater dock vara krångliga och svåra att uppfylla.
Genom Nicefördraget förenklades regelverket något, men det dröjde ända till 2008 innan den första ansökan om att få inleda ett närmare samarbete. Då ansökte en grupp medlemsstater om att få inleda närmare samarbete inom skilsmässoområdet, men det var först 2010, efter Lissabonfördragets ikraftträdande som samarbetet beviljades. Genom Lissabonfördraget ändrade närmare samarbete namn till fördjupade samarbeten.

### Medborgarrättigheter

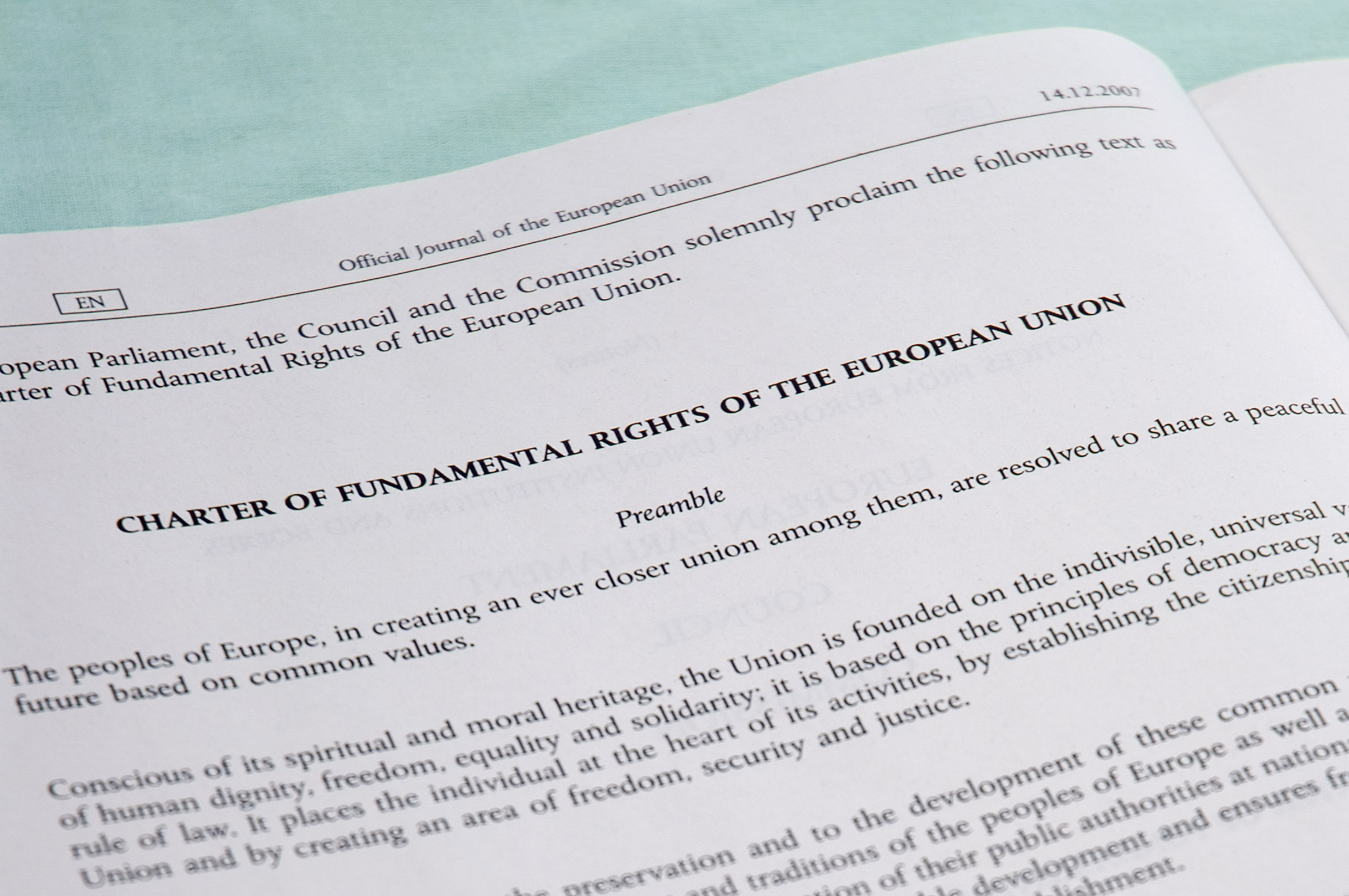
Rättighetsstadgans ingress.

Som svar på de misslyckade sanktionerna mot Österrike under 2000, som Jörg Haider och hans parti ingick i regeringskoalitionen, instiftades formella regler för tillämpning av sanktioner i händelse av att en medlemsstat skulle åsidosätta grundläggande rättigheter.
Genom Nicefördraget formaliserades därmed möjligheten för medlemsstaterna att frånta en medlemsstat dess rösträtt om den skulle frångå exempelvis de grundläggande demokratiska principerna. Dock tydliggjordes samtidigt att förpliktelsen enligt fördragen för den medlemsstat vars rösträtt suspenderats skulle kvarstå till fullo.
I samband med utarbetandet av Nicefördraget, antog unionen också den icke-bindande rättighetsstadgan. Stadgan fastslog en rad medborgerliga och mänskliga rättigheter. Dock förblev stadgan icke-bindande, och det var först genom Lissabonfördraget som den erhöll samma juridiska status som fördragen.

## Ratificeringsprocessen

Slutgiltig deposition avklarad
Ratificeringsförfarandet avklarat
Ratificeringsförfarandet ej klart
Ratificeringsförfarandet stoppat

För att Nicefördraget skulle kunna träda i kraft var det tvunget att ratificeras av alla medlemsstater i enlighet med deras egna konstitutionella bestämmelser. Alla medlemsstater utom Irland valde att ratificera fördraget utan folkomröstning.

### Irland
Irland höll en första folkomröstning den 7 juni 2001. Valdeltagandet var ovanligt lågt, enbart 34,8 %. Utslaget var ett nej - 53,9 % röstade nej medan 46,1 % röstade ja. Resultatet chockerade EU:s ledare eftersom Irland i folkomröstningarna om tidigare EU-fördrag varit väldigt positiva samtidigt som medlemsstaten också hade dragit stor fördel av sitt medlemskap i unionen.
Unionens övriga medlemsstater, liksom den irländska regeringen, var angelägna om att få igenom fördraget. Därför garanterades Irland av övriga medlemsstater om att landets neutralitets- och abortpolitik skulle respekteras och inte påverkas av fördraget.
Efter att Irland fått dessa garantier utlystes en ny folkomröstning. Denna folkomröstning ägde rum den 19 oktober 2002. Valdeltagandet var högre än i den första omröstningen (49,5 %) och en majoritet (62,9 %) röstade ja till fördraget. På så sätt kunde Irland slutligen ratificera fördraget, som kunde träda i kraft 1 februari 2003.

### Ratificeringsförfarandet i detalj
| Europeiska unionen |  | 2001-02-26        |                   | 2001-05-31        |                   | ej nödvändigt |  | ej nödvändigt |  |     |    |    |  |
| ------------------ |  | ----------------- | ----------------- | ----------------- | ----------------- | ------------- |  | ------------- |  | --- | -- | -- |  |
|                    |  | Europeiska rådet  | Europeiska rådet  | Europeiska rådet  | Europeiska rådet  | Godkänt       |  | 2001-02-26    |  | 15  | 0  | 0  |  |
|                    |  | Europaparlamentet | Europaparlamentet | Europaparlamentet | Europaparlamentet | Godkänt       |  | 2001-05-31    |  | 338 | 98 | 59 |  |

| Belgien |  | 2001-02-26                         |                                    | 2002-03-28                         |                                    | 2002-06-07 |  | 2002-08-30 |  |     |    |   |  |
| ------- |  | ---------------------------------- | ---------------------------------- | ---------------------------------- | ---------------------------------- | ---------- |  | ---------- |  | --- | -- | - |  |
|         |  | Deputeradekammaren                 | Deputeradekammaren                 | Deputeradekammaren                 | Deputeradekammaren                 | Godkänt    |  | 2002-03-28 |  | 106 | 24 | 7 |  |
|         |  | Senaten                            | Senaten                            | Senaten                            | Senaten                            | Godkänt    |  | 2002-03-07 |  | 46  | 11 | 2 |  |
|         |  | Bryssels regionparlament           | Bryssels regionparlament           | Bryssels regionparlament           | Bryssels regionparlament           | Godkänt    |  | 2002-06-07 |  | 51  | 14 | 1 |  |
|         |  | Bryssels förenta församling        | Bryssels förenta församling        | Bryssels förenta församling        | Bryssels förenta församling        | Godkänt    |  | 2002-07-12 |  | 54  | 11 | 0 |  |
|         |  | Flamländska regionparlamentet      | Flamländska regionparlamentet      | Flamländska regionparlamentet      | Flamländska regionparlamentet      | Godkänt    |  | 2002-06-19 |  | 82  | 17 | 0 |  |
|         |  | Flamländska gemenskapsparlamentet  | Flamländska gemenskapsparlamentet  | Flamländska gemenskapsparlamentet  | Flamländska gemenskapsparlamentet  | Godkänt    |  | 2002-06-19 |  | 84  | 18 | 0 |  |
|         |  | Franska gemenskapsparlamentet      | Franska gemenskapsparlamentet      | Franska gemenskapsparlamentet      | Franska gemenskapsparlamentet      | Godkänt    |  | 2002-04-23 |  | 54  | 14 | 0 |  |
|         |  | Franska gemenskapskommissionen     | Franska gemenskapskommissionen     | Franska gemenskapskommissionen     | Franska gemenskapskommissionen     | Godkänt    |  | 2002-10-18 |  | 53  | 1  | 0 |  |
|         |  | Tyskspråkiga gemenskapsparlamentet | Tyskspråkiga gemenskapsparlamentet | Tyskspråkiga gemenskapsparlamentet | Tyskspråkiga gemenskapsparlamentet | Godkänt    |  | 2002-06-24 |  | 21  | 0  | 0 |  |
|         |  | Vallonska regionparlamentet        | Vallonska regionparlamentet        | Vallonska regionparlamentet        | Vallonska regionparlamentet        | Godkänt    |  | 2002-05-29 |  | 39  | 9  | 0 |  |
|         |  | Vallonska gemenskapsparlamentet    | Vallonska gemenskapsparlamentet    | Vallonska gemenskapsparlamentet    | Vallonska gemenskapsparlamentet    | Godkänt    |  | 2002-05-29 |  | 39  | 9  | 0 |  |

| Danmark |  | 2001-02-26  |             | 2001-06-01  |             | 2001-06-07 |  | 2001-06-13 |  |    |    |   |  |
| ------- |  | ----------- | ----------- | ----------- | ----------- | ---------- |  | ---------- |  | -- | -- | - |  |
|         |  | Folketinget | Folketinget | Folketinget | Folketinget | Godkänt    |  | 2001-06-01 |  | 98 | 14 | 1 |  |

| Finland |  | 2001-02-26 |           | 2001-12-14 |           | 2002-01-04 |  | 2002-01-29 |  |                |   |   |  |
| ------- |  | ---------- | --------- | ---------- | --------- | ---------- |  | ---------- |  | -------------- | - | - |  |
|         |  | Riksdagen  | Riksdagen | Riksdagen  | Riksdagen | Godkänt    |  | 2001-12-14 |  | 170            | 9 | 0 |  |
| Åland   |  | Lagtinget  | Lagtinget | Lagtinget  | Lagtinget | Godkänt    |  | 2002-01-25 |  | Ingen votering |   |   |  |

| Frankrike |  | 2001-02-26           |                      | 2001-06-28           |                      | 2001-07-10 |  | 2001-10-19 |  |     |    |     |  |
| --------- |  | -------------------- | -------------------- | -------------------- | -------------------- | ---------- |  | ---------- |  | --- | -- | --- |  |
|           |  | Nationalförsamlingen | Nationalförsamlingen | Nationalförsamlingen | Nationalförsamlingen | Godkänt    |  | 2001-06-12 |  | 407 | 27 | 113 |  |
|           |  | Senaten              | Senaten              | Senaten              | Senaten              | Godkänt    |  | 2001-06-28 |  | 288 | 8  | 0   |  |

| Grekland |  | 2001-02-26  |             | 2002-03-20  |             | 2002-04-05 |  | 2002-06-24 |  |     |    |   |  |
| -------- |  | ----------- | ----------- | ----------- | ----------- | ---------- |  | ---------- |  | --- | -- | - |  |
|          |  | Parlamentet | Parlamentet | Parlamentet | Parlamentet | Godkänt    |  | 2002-03-20 |  | 253 | 10 | 3 |  |

| Irland |  | 2001-02-26        |                   | 2002-11-28        |                   | 2002-12-05 |  | 2002-12-18 |  |                |      |      |  |
| ------ |  | ----------------- | ----------------- | ----------------- | ----------------- | ---------- |  | ---------- |  | -------------- | ---- | ---- |  |
|        |  | Folkomröstning    | Folkomröstning    | Folkomröstning    | Folkomröstning    | Avslaget   |  | 2001-06-07 |  | 46 %           | 54 % | 35 % |  |
|        |  | Folkomröstning    | Folkomröstning    | Folkomröstning    | Folkomröstning    | Godkänt    |  | 2002-10-19 |  | 63 %           | 37 % | 49 % |  |
|        |  | Representanthuset | Representanthuset | Representanthuset | Representanthuset | Godkänt    |  | 2002-11-28 |  | Ingen votering |      |      |  |
|        |  | Senaten           | Senaten           | Senaten           | Senaten           | Godkänt    |  | 2002-11-20 |  | Ingen votering |      |      |  |

| Italien |  | 2001-02-26         |                    | 2002-05-07         |                    | 2002-05-11 |  | 2002-07-04 |  |                |   |   |  |
| ------- |  | ------------------ | ------------------ | ------------------ | ------------------ | ---------- |  | ---------- |  | -------------- | - | - |  |
|         |  | Deputeradekammaren | Deputeradekammaren | Deputeradekammaren | Deputeradekammaren | Godkänt    |  | 2002-02-26 |  | 298            | 7 | 6 |  |
|         |  | Senaten            | Senaten            | Senaten            | Senaten            | Godkänt    |  | 2002-05-07 |  | Ingen votering |   |   |  |

| Luxemburg |  | 2001-02-26  |             | 2001-07-12  |             | 2001-08-01 |  | 2001-09-24 |  |    |   |   |  |
| --------- |  | ----------- | ----------- | ----------- | ----------- | ---------- |  | ---------- |  | -- | - | - |  |
|           |  | Parlamentet | Parlamentet | Parlamentet | Parlamentet | Godkänt    |  | 2001-07-12 |  | 57 | 1 | 2 |  |

| Nederländerna |  | 2001-02-26        |                   | 2001-12-18        |                   | 2001-12-19 |  | 2001-12-28 |  |                |  |  |  |
| ------------- |  | ----------------- | ----------------- | ----------------- | ----------------- | ---------- |  | ---------- |  | -------------- |  |  |  |
|               |  | Representanthuset | Representanthuset | Representanthuset | Representanthuset | Godkänt    |  | 2001-11-22 |  | Ingen votering |  |  |  |
|               |  | Senaten           | Senaten           | Senaten           | Senaten           | Godkänt    |  | 2001-12-18 |  | Ingen votering |  |  |  |

| Portugal |  | 2001-02-26  |             | 2001-10-25  |             | 2001-12-05 |  | 2002-01-18 |  |     |    |   |  |
| -------- |  | ----------- | ----------- | ----------- | ----------- | ---------- |  | ---------- |  | --- | -- | - |  |
|          |  | Parlamentet | Parlamentet | Parlamentet | Parlamentet | Godkänt    |  | 2001-10-25 |  | 211 | 19 | 0 |  |

| Spanien |  | 2001-02-26         |                    | 2001-10-24         |                    | 2001-11-06 |  | 2001-12-27 |  |     |   |   |  |
| ------- |  | ------------------ | ------------------ | ------------------ | ------------------ | ---------- |  | ---------- |  | --- | - | - |  |
|         |  | Deputeradekammaren | Deputeradekammaren | Deputeradekammaren | Deputeradekammaren | Godkänt    |  | 2001-10-04 |  | 290 | 6 | 0 |  |
|         |  | Senaten            | Senaten            | Senaten            | Senaten            | Godkänt    |  | 2001-10-24 |  | 213 | 2 | 0 |  |

| Storbritannien |  | 2001-02-26 |            | 2002-01-28 |            | 2002-02-26 |  | 2002-07-25 |  |                |     |   |  |
| -------------- |  | ---------- | ---------- | ---------- | ---------- | ---------- |  | ---------- |  | -------------- | --- | - |  |
|                |  | Underhuset | Underhuset | Underhuset | Underhuset | Godkänt    |  | 2001-10-17 |  | 392            | 158 | 0 |  |
|                |  | Överhuset  | Överhuset  | Överhuset  | Överhuset  | Godkänt    |  | 2002-01-28 |  | Ingen votering |     |   |  |

| Sverige |  | 2001-02-26 |           | 2001-12-06 |           | 2001-12-13 |  | 2002-01-25 |  |     |    |   |  |
| ------- |  | ---------- | --------- | ---------- | --------- | ---------- |  | ---------- |  | --- | -- | - |  |
|         |  | Riksdagen  | Riksdagen | Riksdagen  | Riksdagen | Godkänt    |  | 2001-12-06 |  | 249 | 51 | 4 |  |

| Tyskland |  | 2001-02-26    |               | 2001-11-09    |               | 2001-12-21 |  | 2002-02-11 |  |     |    |   |  |
| -------- |  | ------------- | ------------- | ------------- | ------------- | ---------- |  | ---------- |  | --- | -- | - |  |
|          |  | Förbundsdagen | Förbundsdagen | Förbundsdagen | Förbundsdagen | Godkänt    |  | 2001-10-18 |  | 570 | 32 | 2 |  |
|          |  | Förbundsrådet | Förbundsrådet | Förbundsrådet | Förbundsrådet | Godkänt    |  | 2001-11-09 |  | 69  | 0  | 0 |  |

| Österrike |  | 2001-02-26    |               | 2001-12-06    |               | 2001-12-14 |  | 2002-01-08 |  |     |   |   |  |
| --------- |  | ------------- | ------------- | ------------- | ------------- | ---------- |  | ---------- |  | --- | - | - |  |
|           |  | Nationalrådet | Nationalrådet | Nationalrådet | Nationalrådet | Godkänt    |  | 2001-11-21 |  | 183 | 0 | 0 |  |
|           |  | Förbundsrådet | Förbundsrådet | Förbundsrådet | Förbundsrådet | Godkänt    |  | 2001-12-06 |  | 62  | 0 | 0 |  |